# Condado de Middlesex (Connecticut)
El condado de Middlesex (en inglés: Middlesex County) fundado en 1785 es uno de los 8 condados en el estado estadounidense de Connecticut. En el 2000 el condado tenía una población de 155 071 habitantes en una densidad poblacional de 162 personas por km². El condado de Middlesex no tiene gobierno propio, por lo tanto no existe una sede de condado.

## Geografía
Según la Oficina del Censo, el condado tiene un área total de 2168 km² (837,1 mi²), de la cual 9560 km² (3691,1 mi²) es tierra y 181 km² (69,9 mi²) (15.90%) es agua.

### Condados adyacentes
- Condado de Hartford (norte)
- Condado de New London (este)
- Condado de New Haven (oeste)

## Gobierno
En Connecticut no existe gobierno legislativo ni ejecutivo al nivel de condado; sin embargo sí que existen juzgados de lo civil y lo penal a este nivel. Cada ciudad o pueblo es responsable de los servicios locales, como la educación, el servicio de bomberos, el departamento de policía... o incluso son responsables de quitar la nieve en invierno. En Connecticut, los pueblos y las ciudades deben ponerse de acuerdo para ofrecer servicios y para crear un servicio de educación regional.

## Demografía
Según el censo de 2000, había 155 071 personas, 61 341 hogares y 40 607 familias residiendo en la localidad. La densidad de población era de 162 hab./km². Había 67 285 viviendas con una densidad media de 70 viviendas/km². El 91.28% de los habitantes eran blancos, el 4.42% afroamericanos, el 0.17% amerindios, el 1.56% asiáticos, el 0.04% isleños del Pacífico, el 0.97% de otras razas y el 1.56% pertenecía a dos o más razas. El 3% de la población eran hispanos o latinos de cualquier raza.
Los ingresos medios por hogar en la localidad eran de $59 175 y los ingresos medios por familia eran $71 319. Los hombres tenían unos ingresos medios de $48 341 frente a los $35 607 para las mujeres. La renta per cápita para el condado era de $28 251. Alrededor del 4.60% de la población estaban por debajo del umbral de pobreza.

## Localidades

### Ciudades
Middletown

### Pueblos
Chester | 
Clinton | 
Cromwell | 
Deep River | 
Durham | 
East Haddam | 
East Hampton | 
Essex | 
Haddam | 
Killingworth | 
Middlefield | 
Old Saybrook | 
Portland | 
Westbrook 

### Boroughs
Fenwick 

### Lugares designados por el censo
Clinton |
Deep River Center |
East Hampton |
Essex Village | 
Higganum | 
Lake Pocotopaug | 
Moodus | 
Old Saybrook Center |
Portland |
Saybrook Manor  | 
Westbrook Center 

### Áreas no incorporadas
Centerbrook | 
Ivoryton | 
Leesville | 
Middle Haddam | 
Millington